# Calcarisporium arbuscula
Calcarisporium arbuscula är en svampart som beskrevs av Preuss 1851. Calcarisporium arbuscula ingår i släktet Calcarisporium, ordningen köttkärnsvampar, klassen Sordariomycetes, divisionen sporsäcksvampar och riket svampar.  Arten är reproducerande i Sverige. Inga underarter finns listade i Catalogue of Life.